# Joseph Ennemoser
Joseph Ennemoser (Moso in Passiria, 15 novembre 1787 – Rottach-Egern, 19 settembre 1854) è stato un medico italiano, sostenitore delle teorie del magnetismo animale di Franz Anton Mesmer.
Divenne noto ai lettori inglesi per aver tradotto History of Magic di Mary Howitt (1819, 1844, tr. 1854).

## Biografia
Figlio di genitori poveri, nacque a Egghof bei Rabenstein (oggi Moso in Passiria, Alto Adige, Italia) e cresciuto dal nonno.
Frequentò il liceo a Merano e a Trento, e dal 1806 studiò medicina a Innsbruck. Allo scoppio della guerra nel 1809 divenne segretario di Andreas Hofer, e in seguito continuò i suoi studi a Erlangen e a Vienna. Nel 1812 si trasferì a Berlino, dove incontrò Christian Friedrich von Petersdorff e Adolf von Lützow. Nell'estate del 1812 si recò a Londra insieme ai tirolesi per dare sostegno nella lotta contro Napoleone. Dal 1813 era in Lützowsches Freikorps, come leader di un gruppo di tiratori provenienti da Tirolo; guadagnò la sua fama a Lauenburg e a Jülich. Nel settembre del 1813 fu promosso a sottotenente.
Dopo il Trattato di Parigi del 1814, finì gli studi a Berlino e diventò un sostenitore di Franz Anton Mesmer per la sua teoria sul magnetismo animale.
Nel 1819 divenne professore di medicina a Bonn, in seguitò si trasferì nel 1837 a Innsbruck e poi nel 1841 si stabilì a Monaco di Baviera, dove divenne molto acclamato come "medico magnetico." Morì a Egern (ora Rottach-Egern), nella Germania meridionale.
Una strada viennese, l'Ennemoser Gasse, fu chiamata in suo onore nel 1955.

## Opere principali
- De Montium Influxu in Valetudinem Hominum, Vitae Genus et Morbos. Dissertatio Inauguralis Medica (Vom Einfluss der Berge auf die Gesundheit der Menschen, auf ihre Lebensweise und ihre Krankheiten). Berlin 1816.
- Der Magnetismus nach der allseitigen Beziehung seines Wesens, seiner Erscheinungen, Anwendung und Enträthselung in einer geschichtlichen Entwickelung von allen Zeiten und bei allen Völkern. Leipzig 1819.
- Ueber die nähere Wechselwirkung des Leibes und der Seele, mit anthropologischen Untersuchungen über den Mörder Adolph Moll. Habicht, Bonn 1825.
- Der Magnetismus in seiner geschichtlichen Entwickelung (Leipzig 1819), dalla 2 ° edizione con il titolo Geschichte des thierischen Magnetismus. Bd.: 1 Geschichte der Magie. Leipzig 1844. Facsimile edition, Sändig, Wiesbaden 1966.
- Historisch-psychologische Untersuchungen über den Ursprung und das Wesen der menschlichen Seele überhaupt, und über die Beseelung des Kindes insbesondere. Bonn 1824, 2. Aufl., Stuttgart 1851.
- Anthropologische Ansichten zur bessern Kenntnis des Menschen. Bonn 1828.
- Der Magnetismus im Verhältnis zur Natur und Religion (mit einem Anhang über das Tischrücken). Stuttgart 1842, 2. Aufl. 1853.
- Was ist die Cholera und wie kann man sich vor ihr am sichersten verwahren? Nebst Angabe der bewährtesten Heilung derselben. 2. Auflg. Stuttgart 1848.
- Der Geist des Menschen in der Natur oder die Psychologie in Uebereinstimmung mit der Naturkunde. Cotta, Stuttgart 1849.
- Anleitung zur Mesmerschen Praxis. Stuttgart 1852. Neudruck der Ausg. 1852, Kuballe, Osnabrück 1984.
- Das Horoskop in der Weltgeschichte. München 1860. Reprinted with an autobiographical fragment: Mein Leben and extra material and commentary by Hermann Haase. Pflüger Verlag, München 1924.
- Untersuchungen über den Ursprung und das Wesen der menschlichen Seele. Including Mein Leben. Verlag Die Pforte, Basel 1980. ISBN 3-7725-0184-2.